# Cynanchum pusillum
Cynanchum pusillum är en oleanderväxtart som beskrevs av V. I. Grubov. Cynanchum pusillum ingår i släktet Cynanchum och familjen oleanderväxter. Inga underarter finns listade i Catalogue of Life.